# Torneo Apertura 2013 (Madariaga)
El Torneo Apertura 2013 de la Liga Madariaguense de fútbol es la novagésimo quinta edición de un Torneo en la Primera División, desde sus comienzos en 1932.
Cuenta con la participación de un total de 11 clubes, provenientes de las ciudades de Madariaga, Ostende, Pinamar, Valeria del Mar y Villa Gesell.

## Información de los equipos

### Afiliaciones y desafilaciones
| Pos.     | Desafiliados de 1ª División |
| -------- | --------------------------- |
| 12.º (D) | Club Atlético Huracán       |

### Equipos
| Club                                       | Ciudad          | Clausura 2012 |
| ------------------------------------------ | --------------- | ------------- |
| Asociación Deportiva Atlético Villa Gesell | Villa Gesell    | 1º (26 Pts.)  |
| Centro Deportivo Nuevo Amanecer            | Ostende         | 6º (18 Pts.)  |
| Club Atlético San Vicente                  | Pinamar         | 7º (18 Pts.)  |
| Club Defensores de Valeria                 | Valeria del Mar | 10º (10 Pts.) |
| Club Deportivo El León                     | Madariaga       | 2º (22 Pts.)  |
| Club Deportivo Los del Clan                | Madariaga       | 8º (13 Pts.)  |
| Club Deportivo Juventud Unida              | Madariaga       | 3º (22 Pts.)  |
| Club Social y Deportivo Pinamar            | Pinamar         | 4º (19 Pts.)  |
| Club Social y Deportivo San Lorenzo        | Villa Gesell    | 9º (11 Pts.)  |
| Escuela de Fútbol Defensores del Oeste     | Villa Gesell    | 5º (19 Pts.)  |
| Racing Club de Madariaga                   | Madariaga       | 11º (10 Pts.) |

## Sistema de competición
El Torneo Apertura 2013 es una competición organizada por la Liga Madariaguense de fútbol.
A diferencia de los torneos precedentes, consta de un grupo único integrado por once clubes (debido a la desafiliación  del Club Atlético Huracán por problemas institucionales), que son provenientes de las ciudades de Madariaga, Ostende, Pinamar, Valeria del Mar y Villa Gesell. Siguiendo un sistema de liga, los once equipos se enfrentan todos contra todos en una única ocasión, ya que el orden de los encuentros se decide por sorteo antes de empezar la competición.

## Tabla de posiciones
| Pos                                       | Equipo                |  | PJ | G | E | P | GF | GC | Dif | Pts |
| ----------------------------------------- | --------------------- |  | -- | - | - | - | -- | -- | --- | --- |
| 1º                                        | El León (C)           |  | 9  | 7 | 2 | 0 | 24 | 3  | +21 | 23  |
| 2º                                        | Atlético Villa Gesell |  | 9  | 5 | 2 | 2 | 19 | 10 | +9  | 17  |
| 3º                                        | San Vicente           |  | 9  | 4 | 4 | 1 | 15 | 10 | +5  | 16  |
| 4º                                        | Defensores del Oeste  |  | 10 | 4 | 3 | 3 | 7  | 9  | -2  | 15  |
| 5º                                        | Defensores de Valeria |  | 9  | 4 | 1 | 4 | 17 | 19 | -2  | 13  |
| 6º                                        | Juventud Unida        |  | 8  | 2 | 5 | 1 | 15 | 7  | +8  | 11  |
| 7º                                        | Deportivo Pinamar     |  | 8  | 3 | 2 | 3 | 13 | 11 | +2  | 11  |
| 8º                                        | Nuevo Amanecer        |  | 8  | 3 | 1 | 4 | 11 | 9  | +2  | 10  |
| 9º                                        | Los del Clan          |  | 9  | 2 | 3 | 4 | 13 | 12 | +1  | 9   |
| 10º                                       | San Lorenzo           |  | 8  | 2 | 1 | 5 | 12 | 20 | -8  | 7   |
| 11º                                       | Racing                |  | 9  | 0 | 0 | 9 | 3  | 39 | -36 | 0   |
| Datos actualizados a 30 de junio de 2013. |                       |  |    |   |   |   |    |    |     |     |

| (C) Campeón |

## Resultados
| Fecha 1               | Fecha 1   | Fecha 1               | Fecha 1     |
| Local                 | Resultado | Visitante             | Fecha       |
| --------------------- | --------- | --------------------- | ----------- |
| El León               | 2 - 0     | San Vicente           | 27 de abril |
| Deportivo Pinamar     | 3 - 1     | Racing                | 27 de abril |
| San Lorenzo           | 2 - 6     | Defensores de Valeria | 28 de abril |
| Los del Clan          | 3 - 1     | Defensores del Oeste  | 28 de abril |
| Nuevo Amanecer        | 2 - 1     | Atlético Villa Gesell | 25 de junio |
| Libre: Juventud Unida |           |                       |             |

| Fecha 2               | Fecha 2   | Fecha 2           | Fecha 2   |
| Local                 | Resultado | Visitante         | Fecha     |
| --------------------- | --------- | ----------------- | --------- |
| Racing                | 0 - 9     | El León           | 4 de mayo |
| San Vicente           | 2 - 1     | Nuevo Amanecer    | 4 de mayo |
| Defensores del Oeste  | 2 - 2     | San Lorenzo       | 5 de mayo |
| Atlético Villa Gesell | 1 - 0     | Juventud Unida    | 5 de mayo |
| Defensores de Valeria | 3 - 2     | Deportivo Pinamar | 5 de mayo |
| Libre: Los del Clan   |           |                   |           |

| Fecha 3                      | Fecha 3   | Fecha 3               | Fecha 3    |
| Local                        | Resultado | Visitante             | Fecha      |
| ---------------------------- | --------- | --------------------- | ---------- |
| Juventud Unida               | 3 - 3     | San Vicente           | 11 de mayo |
| Nuevo Amanecer               | 3 - 0     | Racing                | 11 de mayo |
| Deportivo Pinamar            | 1 - 0     | Defensores del Oeste  | 12 de mayo |
| El León                      | 3 - 1     | Defensores de Valeria | 12 de mayo |
| San Lorenzo                  | 1 - 0     | Los del Clan          | 12 de mayo |
| Libre: Atlético Villa Gesell |           |                       |            |

| Fecha 4               | Fecha 4   | Fecha 4              | Fecha 4    |
| Local                 | Resultado | Visitante            | Fecha      |
| --------------------- | --------- | -------------------- | ---------- |
| Racing                | 0 - 8     | Juventud Unida       | 18 de mayo |
| Defensores de Valeria | 1 - 3     | Nuevo Amanecer       | 18 de mayo |
| Defensores del Oeste  | 0 - 4     | El León              | 18 de mayo |
| San Vicente           | 1 - 1     | Atlético Vila Gesell | 19 de mayo |
| Los del Clan          | 2 - 1     | Deportivo Pinamar    | 19 de mayo |
| Libre: San Lorenzo    |           |                      |            |

| Fecha 5               | Fecha 5   | Fecha 5               | Fecha 5    |
| Local                 | Resultado | Visitante             | Fecha      |
| --------------------- | --------- | --------------------- | ---------- |
| El León               | 2 - 1     | Los del Clan          | 25 de mayo |
| Deportivo Pinamar     | 5 - 3     | San Lorenzo           | 26 de mayo |
| Nuevo Amanecer        | 0 - 1     | Defensores del Oeste  | 26 de mayo |
| Juventud Unida        | 0 - 0     | Defensores de Valeria | 26 de mayo |
| Atlético Villa Gesell | 4 - 0     | Racing                | 26 de mayo |
| Libre: San Vicente    |           |                       |            |

| Fecha 6                  | Fecha 6   | Fecha 6               | Fecha 6    |
| Local                    | Resultado | Visitante             | Fecha      |
| ------------------------ | --------- | --------------------- | ---------- |
| Los del Clan             | 2 - 2     | Nuevo Amanecer        | 1 de junio |
| Defensores de Valeria    | 1 - 5     | Atlético Villa Gesell | 1 de junio |
| Defensores del Oeste     | 1 - 1     | Juventud Unida        | 1 de junio |
| Racing                   | 0 - 4     | San Vicente           | 2 de junio |
| San Lorenzo              | 0 - 2     | El León               | 2 de junio |
| Libre: Deportivo Pinamar |           |                       |            |

| Fecha 7               | Fecha 7   | Fecha 7               | Fecha 7    |
| Local                 | Resultado | Visitante             | Fecha      |
| --------------------- | --------- | --------------------- | ---------- |
| Juventud Unida        | 1 - 1     | Los del Clan          | 8 de junio |
| Nuevo Amanecer        | 0 - 1     | San Lorenzo           | 8 de junio |
| El León               | 0 - 0     | Deportivo Pinamar     | 9 de junio |
| Atlético Villa Gesell | 0 - 1     | Defensores del Oeste  | 9 de junio |
| San Vicente           | 2 - 1     | Defensores de Valeria | 9 de junio |
| Libre: Racing         |           |                       |            |

| Fecha 8               | Fecha 8   | Fecha 8               | Fecha 8     |
| Local                 | Resultado | Visitante             | Fecha       |
| --------------------- | --------- | --------------------- | ----------- |
| Los del Clan          | 3 - 4     | Atlético Villa Gesell | 15 de junio |
| Defensores de Valeria | 3 - 2     | Racing                | 15 de junio |
| Defensores del Oeste  | 0 - 0     | San Vicente           | 15 de junio |
| San Lorenzo           | -         | Juventud Unida        | [ 3 ]       |
| Deportivo Pinamar     | -         | Nuevo Amanecer        | [ 3 ]       |
| Libre: El León        |           |                       |             |

| Fecha 9                      | Fecha 9   | Fecha 9              | Fecha 9     |
| Local                        | Resultado | Visitante            | Fecha       |
| ---------------------------- | --------- | -------------------- | ----------- |
| Juventud Unida               | 1 - 0     | Deportivo Pinamar    | 22 de junio |
| San Vicente                  | 0 - 0     | Los del Clan         | 22 de junio |
| Atlético Villa Gesell        | 2 - 1     | San Lorenzo          | 23 de junio |
| Nuevo Amanecer               | 0 - 1     | El León              | 23 de junio |
| Racing                       | 0 - 1     | Defensores del Oeste | 23 de junio |
| Libre: Defensores de Valeria |           |                      |             |

| Fecha 10              | Fecha 10  | Fecha 10              | Fecha 10    |
| Local                 | Resultado | Visitante             | Fecha       |
| --------------------- | --------- | --------------------- | ----------- |
| Los del Clan          | 4 - 0     | Racing                | 29 de junio |
| Defensores del Oeste  | 0 - 1     | Defensores de Valeria | 29 de junio |
| Deportivo Pinamar     | 1 - 1     | Atlético Villa Gesell | 30 de junio |
| El León               | 1 - 1     | Juventud Unida        | 30 de junio |
| San Lorenzo           | 2 - 3     | San Vicente           | 30 de junio |
| Libre: Nuevo Amanecer |           |                       |             |